# Homalium peninsulare
Homalium peninsulare är en videväxtart som beskrevs av H. Sleum.. Homalium peninsulare ingår i släktet Homalium och familjen videväxter. Inga underarter finns listade i Catalogue of Life.